# 三田英津子
三田 英津子（みた えつこ、1969年5月28日 - ）は、日本の元女子プロレスラー。東京都世田谷区出身。NEO女子プロレスに所属していた。

## 所属
- 全日本女子プロレス（1987年 - 1997年）
- フリーランス（1997年）
- ネオ・レディース（1998年 - 1999年）
- フリーランス（1999年 - 2005年）
- NEO女子プロレス（2005年 - 2009年）

## 経歴・戦歴
1987年7月31日、ユニーサンテラス戸塚店駐車場で行われた市川千秋とのシングルマッチでプレデビュー。同年8月5日、全日本女子プロレスの後楽園ホール大会でプロデビュー。相手は同期入門の下田美馬であった。その後同期の山田敏代とタッグチーム『ドリームオルカ』を結成し、全日本タッグチャンピオンにも輝くが伸び悩み、パートナーの山田や同期の豊田真奈美に差をつけられてしまう。
1991年、パートナーを同期の豊田真奈美に代え、“ミントシャワーズ”を結成。「TIME TO GO」でポニーキャニオンよりCDデビュー。ミントシャワーズは同年のタッグリーグ・ザ・ベストにも出場したが戦績は芳しくなく、自然消滅。
1992年に北斗晶と共にメキシコに遠征して現地で猛武闘賊（ラス・カチョーラス・オリエンタレス）を結成。同年凱旋帰国し、それまでの消極的なファイトスタイルから脱却する。その後、下田美馬も猛武闘賊入り。三田と下田はタッグを組む機会が多くなり、勝率こそ良くないものの、正式なペアとしてファンから認知されるようになる。
1994年4月に横浜アリーナで開催されたオールスター戦で、他団体のキューティー鈴木、尾崎魔弓が保持するJWPタッグ選手権に挑戦。必殺のデスバレーボム2連発で王座を奪取。また、その数日後には沖縄で堀田祐美子、井上貴子が保持するUWA世界タッグ選手権を奪取して、一挙にタッグ2冠王となった。年に一度のシングル総当りリーグ戦、ジャパン・グランプリではこれまでほとんど勝ったことのない同期、山田敏代、豊田真奈美のふたりにいずれもデスバレーボムで勝利。優勝戦線まであと一歩、という好成績を残す。同年11月に行われた東京ドーム大会ではUWA世界タッグ王座を賭けLLPWの紅夜叉、長嶋美智子と激突。晴れ舞台でデスバレーボムを炸裂させ、V4に成功した。
1995年、師匠である北斗晶の現役復帰に伴い、停滞していた下田との猛武闘賊をいったん解消。上昇気流に乗る下田とは対照的に、長いスランプに突入する。
1997年、年初に膝の手術で入院。3月横浜アリーナ大会で、下田との猛武闘賊を正式復活させる。パイプ椅子を振り回す徹底したヒール路線を断行し、新機軸を打ち出す。6月の北海道興行中、豊田・山田との挑戦者決定戦に勝利し、渡辺智子、前川久美子の保持するWWWA世界タッグ王座に挑戦。ハサミで渡辺の腕に裂傷を負わせる狂乱ファイトを展開し、王座を強奪する。8月の日本武道館大会ではメインイベントでリターンマッチが開催されたが、見事返り討ちに。下田とともに経営難にあえぐ全日本女子プロレスを9月で離脱。所属選手として最後の戦いは伊藤薫、渡辺智子との金網デスマッチ。その後フリーランスとして各女子団体に参戦。大人気を博す。
1998年、ネオ・レディース（後のNEO女子プロレス）の旗揚げに参加。しかし1年後の1999年には再度フリーランスとなった。以降は猛武闘賊として古巣全女やアルシオン、GAEA JAPAN、個人としてはJWP女子プロレス、IWA・JAPANに参戦。
2002年4月26日、IWA・JAPAN後楽園ホール大会で坂井澄江のAWF世界女子王座に挑戦。デスバレーボムからの体固めでフォール勝ち。第17代王者となる。
2005年、NEO女子プロレスに所属する。9月、井上京子とのタッグでNEO認定タッグ王座を獲得。
2007年5月22日の夜、スクーターで走行中に一時停止違反の車との接触事故に遭い救急車で運ばれ、右肩脱臼により全治1か月の負傷を負った。
2009年11月1日のNEO女子プロレス後楽園ホール大会の引退試合シングル戦では三田を師と慕う真琴と対戦し勝利（当初は元付き人野崎渚を予定していたが長期欠場となったため変更）。下田美馬と組み対戦したタッグ戦では井上京子・高橋奈苗組と試合を行い井上から3カウントを獲られた。満員の後楽園ホール、この試合をもって22年のプロレスラー人生に終止符を打った。引退セレモニーには中西百重ら数多くの後輩が来場し、師匠であった北斗晶も駆けつけ三田に花束を贈った。
2012年8月5日にラゾーナ川崎プラザソルでのディアナ「下田美馬リアルデビュー25周年記念大会」に来場し、久々にファンの前に姿を見せた。
2014年10月12日に新国立劇場で開催された、第5回明るすぎる劇団・東州定期公演にて、演目「アレー人」に、ブル中野、山田敏代らと、本人役として出演した。
2014年12月末、ブル中野が経営する『中野のぶるちゃん』年末会で、三田の現役時代からのファンで中野のぶるちゃん常連客の12歳下の一般男性と入籍した事を報告した。2015年4月4日に挙式披露宴を行い大先輩ブル中野や師匠の北斗晶、同期で親友の山田敏代、下田美馬、豊田真奈美、後輩の井上京子、吉田万里子、沼田三絵美、チャパリータASARI、納見佳容、旧姓広田さくらなども出席した。

## 人物
- 資産家の裕福な家庭に育った根っからのお嬢様で、全女入門後は洗濯1つまともに出来なかったため、練習生時代は相当苦労したと語っている。
- 現役時代に習得したヘルパーの資格を生かして、レスラー引退後は介護福祉の仕事に就いて両立しながら、全女時代の先輩ブル中野が経営するバー「中野のぶるちゃん」で非常勤スタッフとして働き、中野からは『ETSU姫』『えっちゃん』の愛称で呼ばれ、プライベートでも大変可愛がられており中野のブログ内でも頻繁に登場している。

## 得意技
デスバレーボム
自身が開発した代表的なフィニッシュ・ホールド。その為、元祖を冠して呼称されることもある。捻りを加えてクラッチを切らずに体重を浴びせてホールドに持ち込む形も使用。
後に長与、アジャ、里村等、同時期に活躍した女子レスラーのみならず、国内外を問わず数多くの男子レスラーにもほぼ改良を加えない形でコピーされている。引退後、正当な系譜として勇気彩に受け継がれた。
ブレイジング・チョップ
代表的な打撃技。両手を頭上から振り下ろし、相手の胸元を叩く技。
ロープカウンターや胸元ではなく背中に叩き込むバリエーションも見られた。
山嵐式バックドロップ
デスバレーボム開発以前には、フィニッシュ・ホールドとして用いていた。
相手をトップロープに座らせて、自らもサードロープに上った状態で仕掛ける雪崩式もある。
デスラップボム
クロスアーム式で放つデスバレーボム。
滅多に見せることはなかった。
825（エツコ）
リバースDDTと同型。
スタナー
繋ぎ技、チェンジ・オブ・ペースとして使用。
エアプレーン・スピン
若手時代の得意技の一つ。
後年は膝の状況が悪く使用頻度は減った。
イス攻撃
ピンクの下田に対して、イエローに塗り上げたパイプイスを使用した。

## 入場テーマ曲
- TRANSFUSION（鳥山雄司）
- Skyscrapower（「完全版全日本女子プロレステーマ曲集」に収録）

## タイトル歴
全日本女子プロレス
- WWWA世界タッグ王座（&下田美馬、&高橋奈苗）
- 全日本タッグ王座（&山田敏代、&下田美馬）

UWA
- UWA世界女子タッグ王座（&下田美馬）

NEO女子プロレス
- NWAパシフィック女子&NEO認定シングル王座
- NEO認定タッグ王座（&井上京子）

アルシオン
- ツインスター・オブ・アルシオン王座（&下田美馬）

JWP女子プロレス
- JWP認定タッグ王座（&下田美馬）

アイスリボン
- インターナショナルリボンタッグ王座（&真琴）

DDTプロレスリング
- 自由が丘6人タッグ王座（&高木三四郎&HERO!）

その他
- AWF世界女子王座

プロレス大賞
- 女子プロレス大賞